# Saison 2009 des Royals de Kansas City
La Saison 2009 des Royals de Kansas City est la 41e saison en ligue majeure pour cette franchise.

## Intersaison

### Arrivées
- Coco Crisp, en provenance des Boston Red Sox (échange avec Ramon Ramirez).
- Mike Jacobs, en provenance des Florida Marlins (échange avec Leo Núñez).
- Kyle Farnsworth, en provenance des Detroit Tigers.
- Doug Waechter, en provenance des Florida Marlins.
- Juan Cruz, en provenance des Arizona Diamondbacks.

### Départs
- Ramon Ramirez, chez les Boston Red Sox (échange avec Coco Crisp).
- Leo Núñez, chez les Florida Marlins (échange avec Mike Jacobs).
- Joey Gathright, chez les Chicago Cubs.
- Jason Smith, chez les Houston Astros.
- Mark Grudzielanek, agent libre

### Cactus League
Basés au Surprise Stadium à Surprise en Arizona, le programme des Royals comprend 35 matches de pré-saison entre le 25 février et le 3 avril. La pré-saison s'achève le 4 avril par un match face aux Rangers du Texas au Rangers Ballpark.

## Saison régulière

### Classement
| Ligue américaine (Division Centrale) | V  | D  | %    | GB |
| ------------------------------------ | -- | -- | ---- | -- |
| Twins du Minnesota                   | 87 | 76 | .531 | -- |
| Tigers de Détroit                    | 86 | 77 | .531 | -- |
| White Sox de Chicago                 | 79 | 83 | .488 | 7  |
| Indians de Cleveland                 | 65 | 97 | .401 | 21 |
| Royals de Kansas City                | 65 | 97 | .401 | 21 |

### Résultats

#### Avril
L'ouverture se déroule à Chicago le 7 avril face aux White Sox.